# Xóm
Xóm là cấp đơn vị hành chính không pháp nhân dưới cấp thôn tại Việt Nam. Xóm tương đương với cấp tổ dân phố ở các thành phố thị trấn.
Xóm, dưới thời Việt Nam Cộng hòa còn gọi là liên gia, là tụ quần 1 tập thể hộ gia đình sinh sống gần nhau và có thể có mối quan hệ họ hàng với nhau tại các vùng nông thôn. Ngày nay trong nhiều thôn ấp được chia một các truyền thống về mặt văn hoá xã hội thành các xóm, thông thường những khu dân cư sinh sống ven đình được gọi là xóm đình dù xóm có thể bao gồm 2 ấp. Những tên xóm thông thường được dùng như xóm gò, xóm vịt, xóm ngoài, xóm trong, xóm bún,... tuỳ theo đặc điểm chung của xóm.
Xóm cùng với thôn được sử dụng chủ yếu ở nông thôn, trong cộng đồng dân tộc Kinh và Mường.